# タウモハパイホネティ
タウモハパイ ホネティ（TAUMOHAAPAI Honeti、1992年10月2日 - ）は、ジャパンラグビーリーグワン三菱重工相模原ダイナボアーズに所属するラグビー選手。旧表記ホネティ・タウモハパイ。

## プロフィール
- トンガ出身[1]。
- ポジションはウィング(WTB)、センター(CTB)。
- 身長 180 cm、体重 93.5 kg
- ニックネームはNeti。
- 7人制日本代表に選ばれたことがある[2]。

## 来歴
トンガ・カレッジ、花園大学を経て、2016年、清水建設ブルーシャークス(現・清水建設江東ブルーシャークス)に加入した。
2019年、クボタスピアーズ(現・クボタスピアーズ船橋・東京ベイ)に加入した。
2021年、三菱重工相模原ダイナボアーズに加入。